# Термопапір

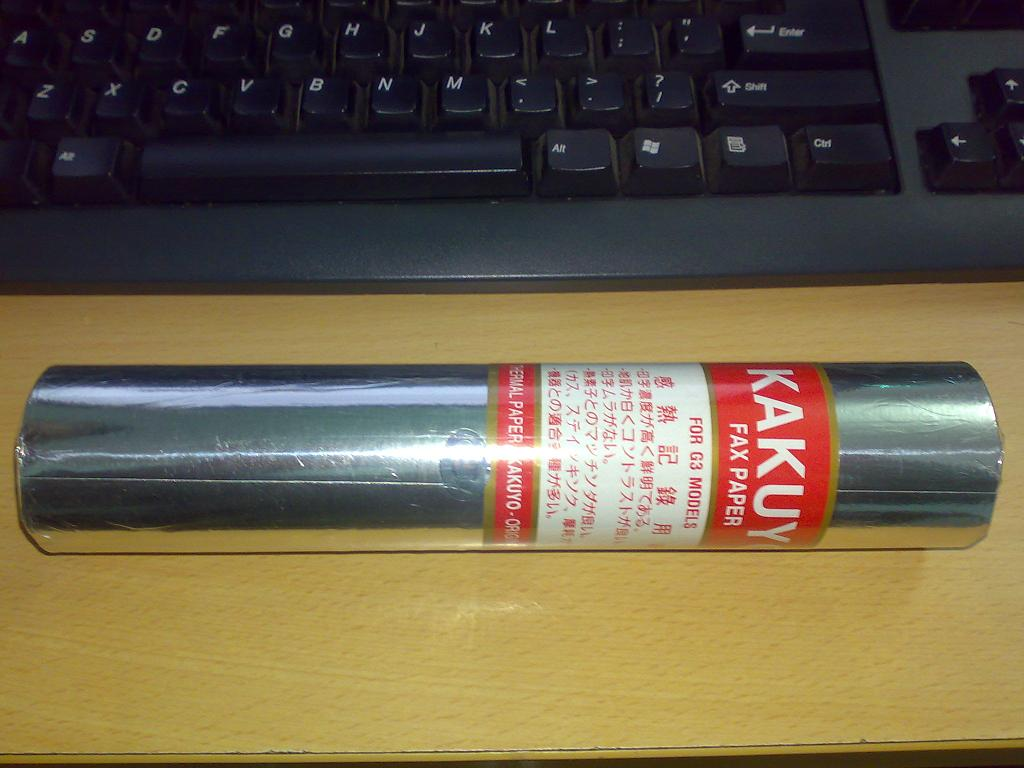
Рулон паперу для друку термоперенесенням

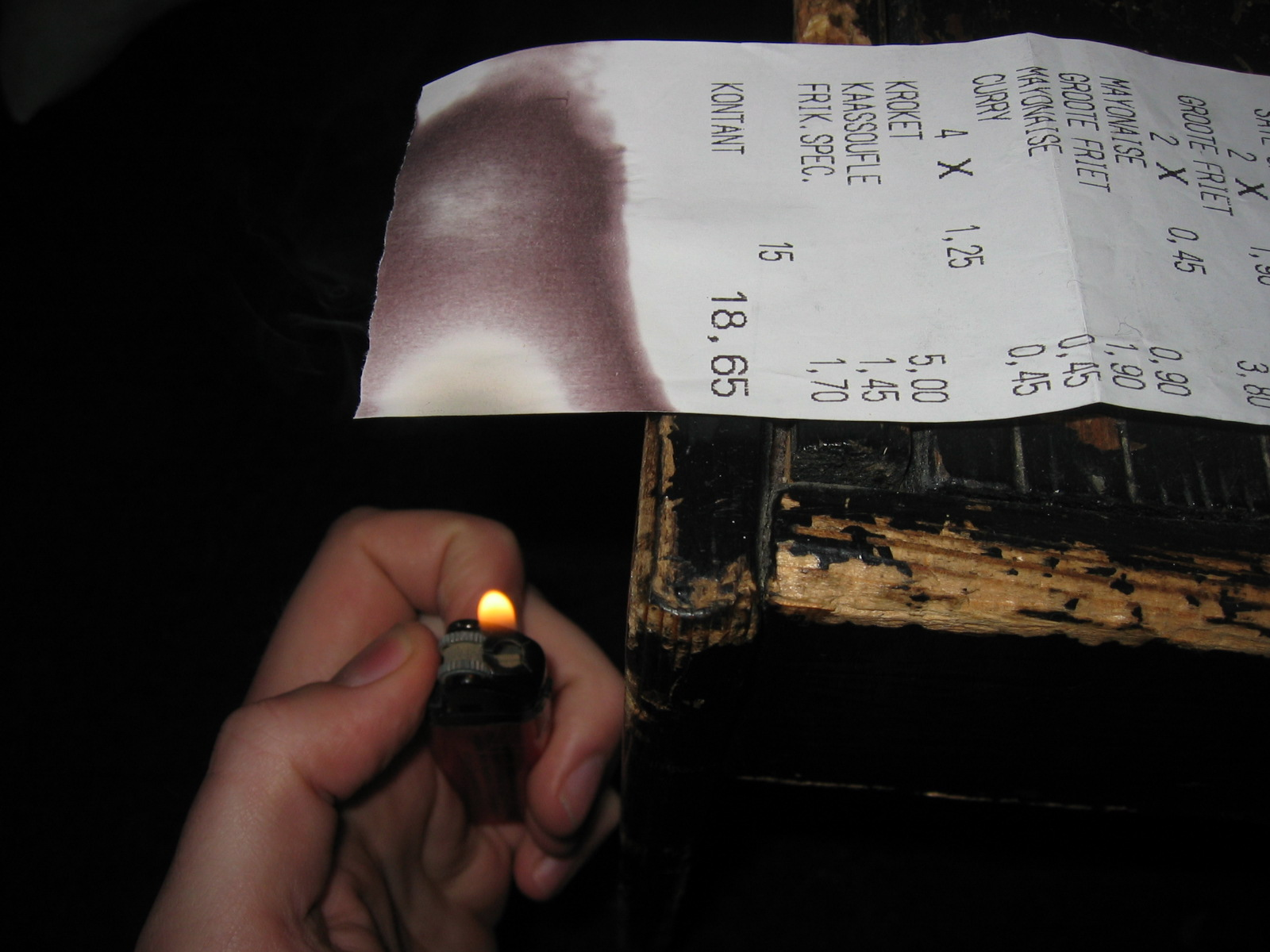
Демонстрація реакції термопаперу на джерело тепла

Термопапір — папір, в якому для створення або перенесення зображення використовується нагрівання.
- Фототермопапір — папір для друку фотографій, зображення на який переноситься методом термосублімаційного друку
- Папір для перенесення зображення — матеріал, призначений для нанесення написів або багатобарвних зображень на носій (тканина, посуд) з використанням термопресу. Такий термопапір буває або чистим, або з заздалегідь нанесеним малюнком чи текстом. Зазвичай випускається у вигляді окремих аркушів, рулонів або наліпок.

- Чекова стрічка — папір зі спеціальним покриттям, що змінює колір в локальній точці, де відбувається нагрівання. Друк проводиться за допомогою термопринтера. Такий папір використовується в автоматичних вагах, касових апаратах, факс-апаратах, банкоматах, платіжних терміналах та медичному обладнанні.

До складу чекової стрічки входить шкідлива сполука бісфенол А, наявність якої забруднює перероблений папір. При наявності сполуки в папері навіть у малих концентраціях вона може потрапляти в кров через шкіру.